# Psittacella
Psittacella es un género de aves psitaciformes de la familia Psittaculidae, que grupa a cuatro especies originarias de las selvas de Nueva Guinea. Es el único género de la subfamilia Psittacellinae.

## Especies
Según un orden filogenético de la lista del Congreso Ornitológico Internacional:
- lorito tigre de Brehm - Psittacella brehmii Schlegel, 1871
- lorito tigre pintado - Psittacella picta Rothschild, 1896
- lorito tigre modesto - Psittacella modesta Schlegel, 1871
- lorito tigre de Madarasz - Psittacella madaraszi A.B.Meyer, 1886